# SN 2007tm
SN 2007tm – supernowa typu Ia odkryta 10 października 2007 roku w galaktyce A020604-0332. Jej jasność pozostaje nieznana.